# Invasions mongoles de la Hongrie
Invasion mongole de l'Europe
Batailles
bataille de Mohi
Les invasions mongoles de la Hongrie sont une série d'expéditions militaires organisées par l'Empire mongol, puis la Horde d'or, entre 1241 et 1286. Elles visent le royaume de Hongrie et s'achèvent par la défaite des Mongols.

## Situation avant les invasions
Le premier contact entre les Mongols et l’Europe date de 1223, lorsqu'une avant-garde de la cavalerie de l'Empire mongol, commandée par Djebé et Subötaï, affronte une coalition rassemblant les princes Rus' de Galicie-Volhynie, de Kiev, de Tchernikov et de Smolensk lors de la bataille de la rivière Kalka. Cette bataille s’achève par une écrasante victoire des Mongols, mais comme ces derniers ne sont pas assez nombreux pour occuper le pays, ils repartent vers l'est pour retrouver le gros des troupes de l'armée mongole.
Les Mongols ne reviennent qu'en 1238, lorsque Batu et Subötaï pénètrent sur le territoire de la Rus' de Kiev à la tête d'une puissante armée ; après avoir vaincu le Khanat bulgare de la Volga, les Coumans et les Alains. En 1240, la Rus' est conquise et Batu se prépare à marcher sur l’Europe de l'Est.

## Première invasion
En 1241, il envahit l'Europe centrale et orientale, soit la Pologne, la Bulgarie, la Croatie et le royaume de Hongrie. La Hongrie est attaquée sur deux fronts : une partie de l'armée mongole envahit la principauté de Transylvanie, pendant que la seconde partie attaque la Ruthénie subcarpathique et la Moravie.
Alerté par les nouvelles venant de l'est, puis par le sort de la Rus' de Kiev, le roi Béla IV de Hongrie se prépare depuis un certain temps à faire face à une invasion en rassemblant le plus de soldats possibles. Il commence par dépêcher vers l'est plusieurs moines dominicains chargés de rechercher ceux qui sont restés dans le pays d'origine des Hongrois lors de la Honfoglalás de 895. Puis, en 1237, il accueille en Hongrie quarante mille Coumans qui ont fui la région du bas Danube après leur défaite face aux Mongols.
Lorsque Batu entre en Hongrie en 1241, Béla lève une armée regroupant des contingents de ses deux royaumes, ainsi que des renforts envoyés par les templiers. Les deux armées se rencontrent lors de la bataille de Mohi, qui se solde par un échec catastrophique pour les Hongrois. La cavalerie légère, qui compose la majeure partie de la cavalerie hongroise, se révèle totalement inefficace contre les troupes mongoles, qui maîtrisent bien mieux que leurs adversaires ce type de combat. Les cavaliers lourds, principalement ceux des Templiers, s'en tirent nettement mieux, mais cela ne suffit pas pour renverser le cours de la bataille. Malgré de lourdes pertes, les Mongols écrasent l’armée hongroise et passent l'année suivante à ravager le pays.
Après cette défaite, Béla part se réfugier auprès de Frédéric II d'Autriche. Ce dernier obtient de Béla qu'il lui cède trois comtés sans pour autant l'aider. Dépité, le roi de Hongrie prend alors le chemin de la Dalmatie et s’installe à Trau, en attendant l’aide de l’Occident. Son attente est vaine, car en mars 1242, l’avant-garde de Batu atteint l’Adriatique et Béla IV doit fuir en toute hâte en embarquant sur un navire. C'est la mort du Khagan Ögedeï, le 11 décembre 1241, qui sauve la Hongrie et l’Europe centrale, car Batu et ses troupes doivent repartir vers l'est pour participer au qurultay où va être élu le successeur du défunt.
À la fin des combats, près d’un quart de la population de la Hongrie a été tuée et la plupart des grandes villes du Royaume ne sont plus que des ruines.
Lors de cette invasion, la plupart des murs des villes et des forts sont faits de bois et de terre battue, un peu comme ceux de l'empire Khorezmien un royaume du Moyen-Orient que les Mongols ont conquis vingt ans plus tôt. Ces murs sont tombés facilement face aux engins de siège des Mongols. Il faut noter également que de nombreux villages hongrois n’ont pas de fortifications du tout. Un chroniqueur allemand de cette époque a observé que les Hongrois «n'ont presque aucune ville protégée par des murailles ou une forteresse». Cependant, les quelques châteaux en pierre existant ont bien mieux résisté aux assaillants, car aucun d'entre eux n'est tombé entre les mains des envahisseurs, même ceux situés loin derrière les lignes des Mongols. Ainsi, lorsque les Mongols essayent d’utiliser leurs engins de siège contre les murs en pierre de la forteresse de Klis en Croatie, ils ne lui infligent absolument aucun dommage et sont repoussés en subissant de lourdes pertes. La même chose se reproduit lorsqu'ils tentent de s’emparer de la citadelle d’Esztergom : malgré une supériorité numérique écrasante et 30 machines de siège, ils ne réussissent qu'à détruire les tours en bois de la ville, sans endommager ses murs de pierre.

## Réformes militaires

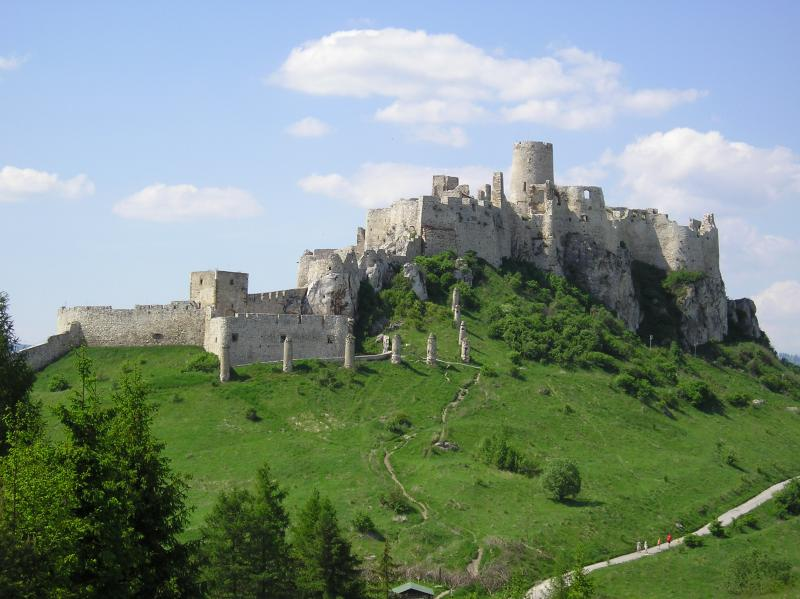
L'invasion mongole du XIIIe siècle a conduit à la construction de puissants châteaux en pierre, tels que le château de Spiš, qui se trouve maintenant en Slovaquie.

Après le départ des Mongols, le roi Béla IV peut retourner dans son royaume et tirer les leçons de sa défaite. Il passe les décennies suivantes à réformer la Hongrie en prévision des possibles futures invasions. Il utilise diverses méthodes pour atteindre son objectif. En 1247, il conclut un accord avec les Chevaliers de Saint-Jean et leur donne les terres situées à la frontière sud-est du pays, en échange de leur aide dans la création d'une cavalerie lourde digne de ce nom et la construction de fortifications. En 1248, il déclare que les classes moyennes du pays peuvent entrer au service d’un baron, à la condition que lesdits barons équipent correctement ces hommes et leur fournissent des armures pour servir dans l’armée du roi le moment venu. D’après les chroniques de l'époque, «les nobles de notre pays peuvent se mettre au service (militaire) des évêques de la même façon qu'ils peuvent servir d’autres nobles». Après 1250, les propriétaires libres de biens fonciers de petite ou moyenne taille au service du roi sont intégrés à la noblesse, ainsi que les différents barons. Enfin, des colons allemands établis comme hôtes (hospites), pour repeupler le pays reçoivent une noblesse "conditionnelle". En échange, ils doivent intégrer l'armée royale en tant que cavaliers lourds, lorsque le roi le leur demande. Enfin, en 1259, Béla IV demande au pape de le mettre en contact avec Venise, car il veut embaucher au moins 1 000 arbalétriers vénitiens,.
Pour renforcer sa nouvelle doctrine de défense, le Roi offre des subventions et des primes aux villes et aux nobles qui construisent des fortifications en pierre. Ces réformes finissent par porter leurs fruits, car à la fin du règne de Béla IV, près de 100 nouvelles forteresses ont été construites depuis l'invasion mongole, dont 66 en pierre. À titre de comparaison, en 1241 le Royaume possédait seulement 10 châteaux de pierre, dont la moitié étaient placés le long de la frontière avec le Duché d’Autriche.
Ce changement n'est pas simplement militaire mais aussi social, car toutes ces réformes entrainent une féodalisation à marche forcée de la Hongrie. L'exemple le plus marquant de ce changement est la transformation des comitats (comtés) en comitats nobiliaires : l’ispan, l'envoyé du roi auprès des comitats, est désormais assisté de juges choisis par la noblesse locale. De plus, les comitats obtiennent le droit d’envoyer leurs représentants à la diète. C'est le début d'une évolution qui va transformer la Hongrie en une oligarchie de barons.

## Seconde invasion

### Causes de l'invasion
En 1254, le Khan Batu exige de la Hongrie qu'elle accepte une alliance scellée par un mariage et qu'elle mette un quart de son armée au service des Mongols pour les aider à lancer une campagne en Europe centrale et occidentale. En échange, la Hongrie n'aurait pas à rendre hommage aux Mongols ni à faire sa soumission. Elle serait également exempte de toute nouvelle destruction. Béla IV ignore ce message. De nouveaux ultimatums lui sont envoyés en 1259 et 1264, envoyés cette fois par Berké, le frère et successeur de Batu. Berke renouvelle la même demande : si la Hongrie fait sa soumission aux Mongols et leur accorde un quart de son armée pour aider leur projet d’invasion de l’Europe, elle sera exemptée de taxe et recevra 1/5 du butin. Encore une fois, Béla refuse,.
Après la mort des rois Béla IV de Hongrie et Étienne V de Hongrie, c'est Ladislas IV de Hongrie qui monte sur le trône en 1272. Fils d’une princesse coumane, il est surnommé Ladislas le Couman. Ce surnom n'est pas usurpé, car il utilise ce peuple dès 1280 pour lutter contre les barons rebelles. Ces derniers obtiennent l’intervention du pape et demandent au roi de contraindre par la force les Coumans, encore païens, à recevoir le baptême et à rompre avec le nomadisme. Le roi commence par obtempérer, puis refuse les exigences du légat Philippe de Fermo et est excommunié. Dès lors, les barons lèvent une armée contre le roi et Lodomer, l'archevêque d’Esztergom, appelle à la croisade contre le roi de Hongrie. Ladislas IV se tourne alors vers la Horde d'or et Nogaï pour trouver de l’aide. En guise de réponse, ce dernier lance la seconde invasion de la Hongrie durant l’hiver 1285. Stupéfait, Ladislas se prépare en hâte à repousser les Mongols.

### Début de l'invasion
Comme en 1241, les Mongols envahissent la Hongrie sur deux fronts. Cette fois, c'est Nogaï qui passe par la Transylvanie, pendant que son général Tulabuga passe par la Ruthénie et la Moravie. Comme l'Empire mongol ne connaît aucune guerre civile à cette époque, et comme la Horde d'or n'est impliquée dans aucun autre conflit majeur, Nogaï réussit à mobiliser une armée très nombreuse pour cette invasion. Mais si l'on sait que cette armée est imposante, sa taille exacte n’est pas connue.
Selon l'historien Stefan Kraowski, l'armée d'invasion est forte d'un peu plus de 30 000 hommes, car il estime que Nogaï a levé moins d'hommes que pour l’invasion de la Pologne qui a lieu deux ans plus tard. Peter Jackson a, lui, étudié en détail les chartes hongroises de l'époque et il en conclut que l’armée mongole est très grande. Mais il avoue aussi être incapable de dire si elle est plus grande, plus petite ou équivalente à celle de l’invasion de 1241 – 42. Une lettre datant de la période de l'invasion et écrite par Benoît, le prévôt d’Esztergom, estime que l’armée mongole est forte d'à peu près 200 000 soldats. Ce chiffre est presque certainement une énorme exagération. Enfin, le chroniqueur autrichien de Salzbourg rapporte que le camp militaire mongol couvre une superficie de dix milles de largeur et six milles de profondeur. Cette source est peu fiable, car le chroniqueur n'indique pas de quelle armée il s'agit, ni comment il a obtenu son information.

### Ruthénie et Moravie
Talabuga, qui dirige le gros des troupes présentes au nord de la Hongrie, est arrêté par la neige des Carpates. Au fur et à mesure de son avancée, son armée est dévastée par toute une série de problèmes logistiques, le principal étant un manque de nourriture qui cause la mort de milliers de ses soldats, comme en témoignent les chroniques de la principauté de Galicie-Volhynie et certaines sources polonaises contemporaines. Cette famine est probablement le résultat de la tactique traditionnelle utilisée lors des guerres de châteaux, à savoir affamer les envahisseurs en concentrant tous les stocks de nourriture disponible à l'intérieur des fortifications, tout en lançant des petits raids depuis les points fortifiés. Les chroniqueurs polonais, hostiles au roi hongrois, écrivent que Ladislas est trop lâche pour affronter les Mongols dans une bataille rangée. Il s'agit très probablement d'un mélange de mauvaise foi et d'une mauvaise interprétation de la tactique de la terre brûlée que le roi applique avec succès. Comme prévu, les troupes de Talabuga n'arrivent pas à prendre les châteaux ou les villes fortifiées dont les murs sont en pierre. Cependant, ils causent des dommages importants à la population civile et lancent des raids jusque sur les rives du Danube pour essayer de faire du butin et de trouver des provisions. Les forces hongroises locales combattent les Mongols dans de nombreuses batailles défensives, à l'issue desquelles le roi promeut plusieurs petits fonctionnaires qui se sont distingués. Une de ces batailles a lieu près du château de Turusko, où les Mongols subissent une défaite cuisante et de lourdes pertes, dont 1 000 soldats faits prisonniers.
L'armée mongole entre dans la ville de Pest et la brûle, sans pour autant faire de victimes. En effet, la ville a été abandonnée par sa population, qui a fui vers le sud et vers l’ouest du Danube bien avant l'arrivée des envahisseurs. Par contre, alors que Pest brûle, des membres de famille de la Reine Elizabeth sortent des murs de Buda, une ville située sur l'autre rive du danube, juste en face de la précédente, et attaquent les Mongols, qui subissent de lourdes pertes. Pendant ce temps, la reine observe le début de déroute des Mongols depuis les murs de Buda. Les Mongols sont finalement vaincus par l’armée royale rassemblée à la hâte par Ladislas IV, lors d'une bataille dans les collines de la Transylvanie occidentale. Grâce aux réformes de Béla IV, cette armée compte bien plus de chevaliers en armure lourde dans ses rangs que celle que les Mongols avaient battue quelques décennies plus tôt à Mohi.
Après cette défaite, Talabuga se replie pour quitter la Hongrie, mais son armée est prise en embuscade sur le chemin du retour par des Székely, qui sont eux aussi des experts en cavalerie légère. Lorsque les Mongols réussissent enfin à revenir en territoire allié, leur armée n'existe plus car la majorité des soldats sont morts durant la campagne. La retraite s'est tellement mal déroulée que les quelques soldats restants n’ont même plus de chevaux. Une fois enfin arrivés en Volhynie, les soldats affamés de Talabuga pillent les villes de leurs alliés et vassaux.

### Transylvanie et plaine hongroise
Nogaï reste en Transylvanie jusqu’au printemps 1286 et pille des villes et des villages, tels que Szászrégen (Reghin), Brassó (Braşov) et Beszterce (Bistrița). Il réussit également à détruire quelques forts et villes fortifiées. Toutefois, comme Talabuga, il n'arrive pas à prendre les villes et châteaux protégés par des murs en pierre. Après la défaite de Talabuga, le roi Ladislas IV traverse la Hongrie avec son armée pour expulser les forces de Nogaï de Transylvanie, mais il arrive trop tard car le Khan mongol a déjà subi une grave défaite face à des troupes locales commandées par le voïvode Roland Borsa. Dès lors, le roi de Hongrie se contente de harceler les Mongols pendant leur repli.

## Conséquences
Si l’invasion de 1241 est une catastrophe pour la Hongrie, celle de 1286 s’achève bien différemment. L’invasion est repoussée haut la main et les Mongols perdent beaucoup de soldats à cause de la faim, du harcèlement continu des Hongrois et de deux grandes défaites militaires. Ce résultat est surtout dû au nouveau réseau de fortifications et aux réformes militaires. Aucune autre invasion majeure de la Hongrie n'est lancée après l’échec de la campagne de 1285, même si les petits raids de la Horde d’or sont fréquents jusqu’au XIVe siècle. Moins de deux ans plus tard, a lieu la troisième invasion mongole de la Pologne, qui est également repoussée, les Polonais utilisant la même stratégie que les Hongrois en 1285, qui les aident en envoyant des renforts commandés par György de Sóvár.
Au XIVe siècle, la Horde d’or et une grande partie de l’Empire mongol ne représentent plus une menace sérieuse pour la Hongrie, au point qu'en 1345, ce sont les Hongrois qui envahissent la Horde d'or et annexent les territoires de la future Moldavie.